# 1364 az irodalomban
Az 1364. év az irodalomban.

## Események
- A krakkói (mai nevén:) Jagelló Egyetem megalapítása.

## Születések
- 1364 – Taki d-Dín al-Makrízi középkori arab földrajzi- és történetíró, prédikátor, hadísztudós († 1442)
- 1364 (v. 1365) – Christine de Pisan francia írónő († 1430 körül)